# دهستان سارما
دهستان سارما (به لاتین: Saaremaa Parish) یک دهستان در استونی است که در شهرستان ساره واقع شده‌است. دهستان سارما ۲٬۷۰۵ کیلومتر مربع مساحت و ۳۱٬۰۹۱ نفر جمعیت دارد.